# Turó de peus negres
El turó de peus negres (Mustela nigripes) és un mamífer carnívor de la família dels mustèlids, nadiu de Nord-amèrica.
Fou descrit per primera vegada per Audubon i Bachman l'any 1851.
L'espècie està molt relacionada amb el turó europeu (Mustela putorius) i el turó de l'estepa (Mustela eversmanii), amb el que comparteix una morfologia molt semblant.

L'evidència molecular indica que l'avantpassat més probable de tots tres turons va ser Mustela stromeri, una espècie que va aparèixer a Europa durant el Plistocè mitjà.
El turó de peus negres és un depredador especialitzat en gosset de les praderies (Cynomys spp.), un rosegador de la mateixa família que les marmotes, per la qual cosa el seu estat de conservació es troba fortament vinculat a la salut de les seves poblacions.
Al llarg del segle xx l'espècie estigué durant molt de temps al caire de l'extinció, i fou declarada extinta l'any 1979, fins que de manera inesperada l'any 1981, una petita població va ser descoberta a Meeteetse (Wyoming).
L'any 1982 la Unió Internacional per a la Conservació de la Natura (UICN) el va catalogar com a espècie  en perill d'extinció, fins que l'any 1996 va ser classificat com a extint en estat salvatge. Des d'aleshores, els esforços de cria i reintroducció en captivitat han aconseguit restablir poblacions a diversos estats dels Estats Units, però el seu estat de conservació continua sent precari, amb poblacions molt reduïdes i restringides. Des del 2008, l'espècie està catalogada com en perill.

## Distribució i hàbitat
Els hàbitats del turó de peus negres estan estretament lligats a les zones on habiten els gossets de les praderies, que inclouen les praderies d'herbes mixtes, els prats semiàrids i desèrtics, l'estepa arbustiva i les praderies de muntanya.
Històricament, la seva distribució abastava les grans praderies del centre dels Estats Units, concretament els estats d'Arizona, Colorado, Dakota del Sud, Kansas, Montana, Nou Mèxic, Utah i Wyoming, i també el nord de Mèxic.

## Descripció

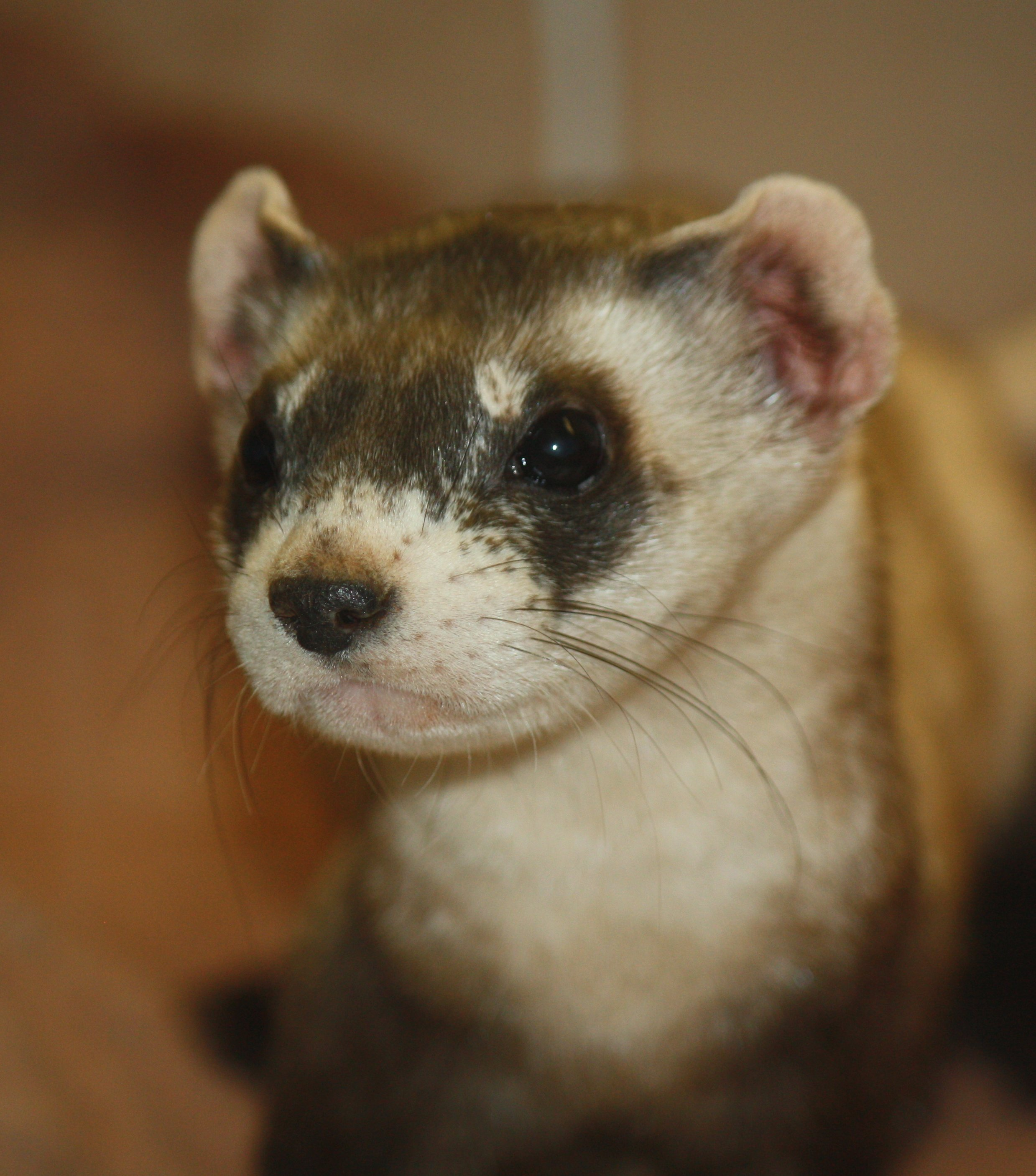
Un turó de peus negres al Zoo de Louisville (Kentucky, Estats Units)

El turó de peus negres, com totes les espècies de fura, té un cos allargat amb les potes curtes i robustes, perfectament adaptat per explorar forats i caus subterranis.
Encara que és similar a la mida del turó europeu i el turó de l'estepa, presenta un cos visiblement més prim amb el coll llarg, les cames molt curtes, cua esvelta, grans orelles orbiculars i pelatge de pèl curt.
El color base del seu pelatge és groguenc pàl·lid, amb taques negres a les potes, la punta de la cua, les orelles i el característic antifaç negre, típic de les fures, que envolta els ulls. El front és arquejat i ample amb el musell curt.
Els mascles fan 40-50 centímetres de longitud corporal i 11,4–15 centímetres de longitud de la cua, constituint així el 22–25% de la seva longitud corporal. Les femelles són generalment un 10% més petites que els mascles. Els mascles pesen entre 964 i 1078 grams, mentre que les femelles pesen entre 764 i 854 grams.En els projectes de reintroducció es va veure que els individus en captivitat eren més petits que els seus homòlegs salvatges, tot i que aquests animals van assolir ràpidament les mateixes mides un cop alliberats.

## Dieta

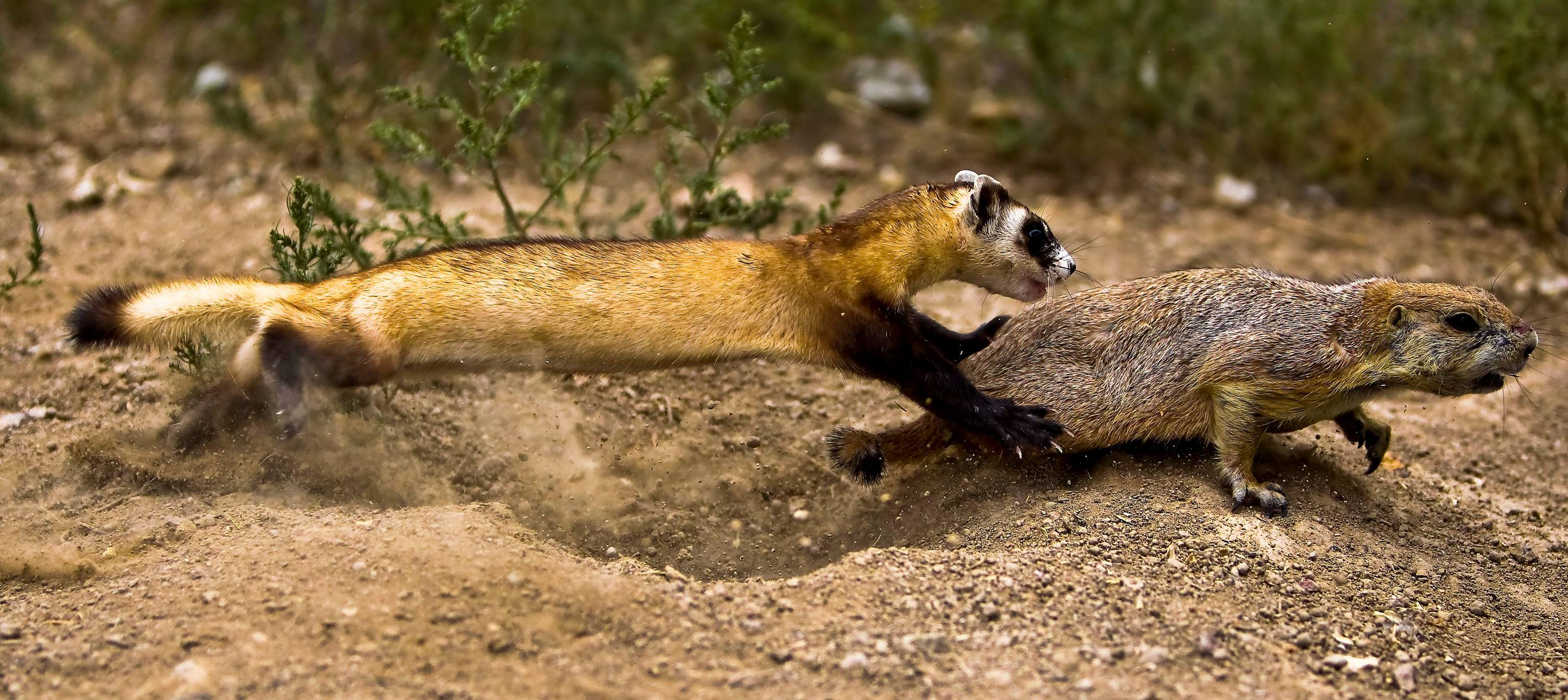
Un turó de peus negres atrapant un gosset de les praderies

Fins al 90% de la dieta del turó de peus negres es compon de gossets de les praderies. La seva dieta varia segons la localització geogràfica. A l'est de Colorado, Utah, Wyoming i Montana els turons de peus negres estaven històricament associats als gossets de les praderies cuablancs i es veien forçats a trobar preses alternatives quan aquests iniciaven el cicle d'hibernació que dura quatre mesos. A Wyoming, preses alternatives incloïen talpons (Microtus spp.) i ratolins (Peromyscus i Mus spp.) que trobaven a prop de rius. A Dakota del Sud, els turons de peus negres estan associats amb els gossets de les praderies cuanegres. Com que aquesta espècie no hiverna, els turons no necessiten canviar de dieta durant l'any.